# Deutsch-Belgisch-Luxemburgische Handelskammer
Die Deutsch-Belgisch-Luxemburgische Handelskammer (AHK debelux) ist die älteste aller Auslandshandelskammern, die deutsche Unternehmen in Privatinitiative 1894 gegründet haben.
Ihre Aufgabe besteht in der Förderung und Unterstützung der Geschäftsbeziehungen zwischen Unternehmen in Deutschland, Belgien und Luxemburg. Zudem ist sie Partner für Unternehmen, die den Sprung in einen der drei betreffenden Märkte wagen bzw. ihre Position dort weiter ausbauen wollen.
Neben einem Hauptsitz in Brüssel hat die Kammer auch eine Geschäftsstelle in Köln.